# Keystoneite
La keystoneite è un minerale.